# Gartachgau
Der Gartachgau war eine früh- bis hochmittelalterliche Gaugrafschaft in Südwestdeutschland, deren Gebiet sich längs und nördlich der namengebenden Gartach (heute: Lein) erstreckte.
Der Gartachgau wurde 765 erstmals erwähnt. Sein Gebiet umfasste im Wesentlichen das Tal der Gartach mit den Orten Kleingartach, Niederhofen, Stetten am Heuchelberg, Schwaigern, Schluchtern, Großgartach, Frankenbach und Neckargartach sowie einige nördlich davon liegende Orte wie Massenbach, Kirchhausen, Biberach, Obereisesheim und Untereisesheim, außerdem auch noch das südlich davon gelegene Böckingen. In einer Urkunde von 803 wird auch Nordheim zum Gartachgau gezählt, 826 auch Zimmern (Frauenzimmern oder Dürrenzimmern). Im Jahr 777 dagegen wurde Eisesheim bereits zum Elsenzgau gezählt.
Als Naturraum wurde der Gartachgau nach Norden vom Elsenzgau und vom Wingarteibagau, im Osten vom Neckargau, im Süden vom Zabergau und im Westen vom Kraichgau begrenzt. Verwaltungstechnisch hat der Gartachgau immer zum Elsenzgau gehört, zeitweilig wurden sogar Gartach/Elsenzgau und Kraichgau in Personalunion von einem Grafen verwaltet.
Der kleine Gartachgau umfasste vermutlich nur eine einzelne Zent, deren Gerichtsstätte sich vermutlich auf dem 240 Meter hohen, nordwestlich von Schluchtern gelegenen Stahlbiegel befand. Bedeutende Güter innerhalb des Gartachgaus besaßen vor allem die Grafen von Lauffen (in Großgartach und Eisesheim), die Grafen von Calw (in Böckingen) sowie die Grafen von Vaihingen (in Stetten).
Mit den politischen Umwälzungen des Hochmittelalters und der einhergehenden Änderung der regionalen Herrschafts- und Besitzformen endete die Zeit der Gaugrafschaften und damit auch die der urkundlichen Erwähnungen des Gartachgaus.